# Liste der Kernreaktoren in Taiwan
Am 17. Mai 2025 wurde in Taiwan der letzte von 6 Reaktorblöcken an 3 Standorten endgültig stillgelegt. Der erste kommerziell genutzte Reaktorblock ging 1978 in Betrieb.
In Taiwan wurden 2011 in Kernkraftwerken insgesamt 40,4 Mrd. kWh (Netto) erzeugt; damit hatte die Kernenergie einen Anteil von 19 Prozent an der Gesamtstromerzeugung. Im Jahr 2022 wurden 22,917 Mrd. kWh erzeugt; damit betrug ihr Anteil 9,1 Prozent.

## Karte
| Chin Shan |

| Kuosheng |

| Lungmen |

| Maanshan |

## Tabelle
| Name      | Block | Reaktor- typ | Modell | Status      | Leistung [MWe] | Leistung [MWe] | Therm. Leistung [MWt] | Bau- beginn | Erste Kritikalität | Erste Netz- synchro- nisation | Kommer- zieller Betrieb (geplant) | Abschal- tung (geplant) | Ein- spei- sung [TWh] |
| Name      | Block | Reaktor- typ | Modell | Status      | Netto          | Brutto         | Therm. Leistung [MWt] | Bau- beginn | Erste Kritikalität | Erste Netz- synchro- nisation | Kommer- zieller Betrieb (geplant) | Abschal- tung (geplant) | Ein- spei- sung [TWh] |
| --------- | ----- | ------------ | ------ | ----------- | -------------- | -------------- | --------------------- | ----------- | ------------------ | ----------------------------- | --------------------------------- | ----------------------- | --------------------- |
| Chin Shan | 1     | BWR          | BWR-4  | Stillgelegt | 604            | 636            | 1840                  | 02.06.1972  | 16.10.1977         | 16.11.1977                    | 10.12.1978                        | 06.12.2018              | 155,05                |
| Chin Shan | 2     | BWR          | BWR-4  | Stillgelegt | 604            | 636            | 1840                  | 07.12.1973  | 09.11.1978         | 19.12.1978                    | 15.07.1979                        | 16.07.2019              | 167,36                |
| Kuosheng  | 1     | BWR          | BWR-6  | Stillgelegt | 985 (948)      | 985            | 2894                  | 19.11.1975  | 01.02.1981         | 21.05.1981                    | 28.12.1981                        | 28.12.2021              | 270,95                |
| Kuosheng  | 2     | BWR          | BWR-6  | Stillgelegt | 985            | 985            | 2894                  | 15.03.1976  | 26.03.1982         | 29.06.1982                    | 16.03.1983                        | 15.03.2023              | 266,07                |
| Lungmen   | 1     | BWR          | ABWR   | Eingestellt | 1300           | 1350           | –                     | 31.03.1999  | –                  | –                             | –                                 | –                       | –                     |
| Lungmen   | 2     | BWR          | ABWR   | Eingestellt | 1300           | 1350           | –                     | 30.08.1999  | –                  | –                             | –                                 | –                       | –                     |
| Ma-anshan | 1     | PWR          | WH 3LP | Stillgelegt | 936            | 951            | 2822                  | 21.08.1978  | 30.03.1984         | 09.05.1984                    | 27.07.1984                        | 28.07.2024              | 262,21                |
| Ma-anshan | 2     | PWR          | WH 3LP | Stillgelegt | 938            | 951            | 2822                  | 21.02.1979  | 01.02.1985         | 25.02.1985                    | 18.05.1985                        | 17.05.2025              | 263,90                |

1. 1 2  BWR-4 (Mark 1)
2. 1 2  Die Daten stammen aus der de.wp, nicht von der IAEA.
3. ↑  Die Inbetriebnahme des Blocks wurde 2014 eingestellt und der Block ging nicht in Betrieb.
4. ↑  Der Bau des Blocks wurde 2014 eingestellt und der Block ging nicht in Betrieb.
5. 1 2  WH 3LP (WE 312)